# Pichl-Kainisch
Pichl-Kainisch is een voormalige gemeente in de Oostenrijkse deelstaat Stiermarken. Ze maakte deel uit van het district Liezen.
De gemeente Pichl-Kainisch telde in 2013 648 inwoners. In 2015 ging ze, samen met Tauplitz, bij een herindeling op in de gemeente Bad Mitterndorf.
Admont ·
Aigen im Ennstal ·
Altaussee ·
Altenmarkt bei Sankt Gallen ·
Ardning ·
Bad Aussee ·
Bad Mitterndorf ·
Gaishorn am See ·
Grundlsee ·
Irdning-Donnersbachtal ·
Landl ·
Lassing ·
Liezen ·
Rottenmann ·
Sankt Gallen ·
Selzthal ·
Stainach-Pürgg ·
Trieben ·
Wildalpen ·
Wörschach
Politische Expositur Gröbming:
Aich ·
Gröbming ·
Haus ·
Michaelerberg-Pruggern ·
Mitterberg-Sankt Martin ·
Öblarn ·
Ramsau am Dachstein ·
Schladming ·
Sölk